# فهرست پرندگان دارای رفتار همجنس‌گرایانه

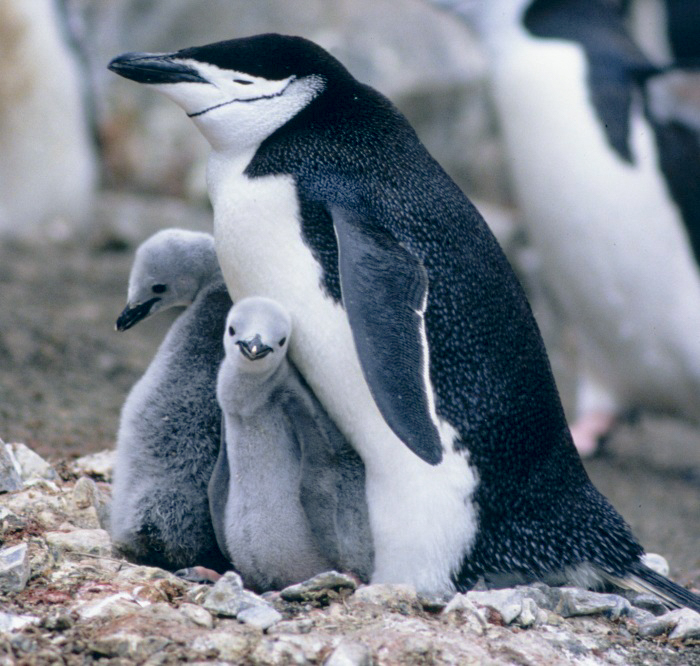
دو پنگوئن ریش‌خطی همجنس‌گرای مرد در باغ‌وحش نیویورک مانند پنگوئن‌های تصویر شده از یک تخم مراقبت کرده و آن را به عنوان بچه خودشان بزرگ کردند.

این صفحه فهرست پرندگانی است که رفتار همجنس‌گرایانه نشان می‌دهند که این رفتار می‌تواند شامل آمیزش جنسی، جفت‌پیوندی و فرزندآوری و پرورش فرزند باشد. بسیاری از این موارد در یکی از کتاب‌های بروس بگمیل‌ توصیف شده‌است.

## پرندگان
- دارکوب بلوط[۲]
- پنگوئن آدلی[۳]
- فلامینگوی آمریکایی[۴]
- کاکایی شاه‌ماهی‌خوار آمریکایی[۵]
- Anna's hummingbird[۶]
- تنجه استرالیایی[۷]
- Aztec parakeet[۸]
- فنچ بنگالی (domestic)[۹]
- چلچله رودخانه‌ای[۱۰]
- جغد انبار[۱۱]
- هما (پرنده)[۱۲]
- مورچه‌مرغ دورنگ[۱۳]
- زاغی نوک‌سیاه[۱۴]
- چرخ‌ریسوی سرسیاه[۱۵]
- حواصیل کاکل‌سیاه[۱۶]
- کاکایی سرسیاه کوچک[۱۷]
- پشت‌آتشی دمگاه‌سیاه[۲]
- چوب‌پای سیاه[۱۸]
- قوی سیاه[۱۹][۲۰]
- چوب‌پای بال‌سیاه[۱۸]
- رنگینک پشت‌آبی[۲۱]
- سبزقبای شکم‌آبی[۲۲]
- Blue crowned conure[۲۳]
- چرخ‌ریسک سرآبی[۲۳]
- خوتکای بال‌آبی[۲۴]
- گاومرغ سرقهوه‌ای[۲۵]
- مرغ عشق (domestic)[۲۶]
- آبچلیک سینه‌نخودی[۲۷]
- Calfbird[۲۸]
- کاکایی کالیفرنیایی[۲۹]
- غاز کانادایی[۳۰]
- Canary-winged parakeet[۸]
- پرستودریایی خزری[۳۱]
- گاوچرانک[۳۲]
- عروس هلندی[نیازمند منبع]
- سهره جنگلی[۳۳]
- مرغ [۳۴]
- فلامینگوی شیلی[۴]
- Chiloe wigeon[۲۴]
- پنگوئن ریش‌خطی[۳۵]
- پرستوی صخره[۱۰]
- کاکایی نوک‌سبز[۲۹]
- گیله‌مات نوک‌قلمی[۳۶]
- تنجه[۷]
- درنا spp.[۳۷]
- Dusky moorhen[۳۷]
- کبودمرغ شرقی[۲۳]
- غاز مصری[۷]
- طوطی برازنده[۸]
- شترمرغ استرالیایی[۳۸]
- صدف‌خوار اوراسیایی[۳۹]
- جیجاق اوراسیایی[۱۴]
- باکلان معمولی[۴۰]
- طوطی‌کاکلی سینه‌صورتی[۸]
- پنگوئن جنتو[۳]
- مرغ کشیش کاکل‌زری[۴۱]
- باران‌زی‌ها[۳۹]
- Gray-breasted jay [۱۴]
- ژوئیه خونگرم کلاه‌خاکستری[۴۲]
- حواصیل خاکستری[۳۲]
- باکلان بزرگ[۴۰]
- مرغ بهشت بزرگ[۴۳]
- فلامینگوی بزرگ[۴]
- ریا بزرگ[۳۸]
- Green cheek conure[۲۳]
- آبچلیک سبز[۴۴]
- آبچلیک پاسبز معمولی[۴۵]
- غاز خاکستری[۴۶]
- دال معمولی[۱۱]
- خروس‌سنگی گینه[۴۷][۴۸]
- Guillemot[۳۶]
- سرچکشی (also known as hammerkop)[۴۹]
- Herring gull[۵]
- کشیم خاکستری[۵۰]
- سسک روپوش‌دار[۵۱]
- گنجشک خانگی[۲۵]
- پنگوئن هومبولت[۳]
- کاکایی عاجی[۵۲]
- زاغچه[۱۴]
- دلیجه[۱۱]
- شاه‌پنگوئن[۳]
- کاکایی صخره‌نشین[۵۳]
- کاکایی خندان[۵۲]
- آلباتروس لیسان[۳۶]
- فلامینگوی کوچک[۴]
- اردک سرسیاه کوچک[۷]
- حواصیل آبی کوچک[۳۲]
- حواصیل کوچک[۳۲]
- گوشه‌گیر دم‌دراز[۶]
- Lory spp.[۸]
- مرغابی سرسبز[۲۴]
- طوطی برزیلی نقابدار[۸]
- Mealy amazon parrot[۸]
- کاکایی نوک‌سبز[۲۹]
- Mexican jay[۵۴]
- اردک مشک[۷]
- قوی گنگ[۵۵]
- مورچه‌مرغ خال‌چشمی[۱۳]
- Ocher-bellied flycatcher[۵۶]
- مرغ کشیش سرخ شمالی[۴۲]
- Orange-fronted parakeet[۸]
- Ornate lorikeet[۸]
- شترمرغان[۳۸]
- طوطی برزیلی[۸]
- Pied flycatcher[۵۷]
- ماهی‌خورک سفید[۲۲]
- کبوتر (domestic)[۵۸]
- جغد نیرومند[۵۹]
- طاووسک ارغوانی[۳۷]
- مرغ بهشت راجیانا[۶۰]
- غراب[۱۴]
- تیغ‌نوک[۳۶]
- سنگ‌چشم پشت‌سرخ[۲۳]
- مرغ کشیش سرخ[۴۲]
- طوطی برزیلی صورت‌قرمز[۸]
- آبچلیک پاسرخ معمولی[۴۵]
- مرغ بیوه دم‌بادبزنی[۶۱]
- مرغ کریچ‌ساز نایب[۶۲]
- کاکایی نوک‌حلقه‌ای[۲۹]
- Ring dove[۶۳]
- کبوتر چاهی[۶۳]
- پرستودریایی گلگون[۳۱]
- طوطی طوق‌صورتی[۸]
- آبچلیک شکیل[۲۷]
- سیاه‌خروس یالدار[۶۴]
- تیغ‌دم[۶۴]
- جیجاق سان‌بلاس[۱۴]
- چلچله شنی[۱۰]
- مرغ کریچ‌ساز ساتن[۶۵]
- اکراس آجری[۴]
- نوک‌ضربدری اسکاتلندی[۳۳]
- Seagull[۶۶]
- طوطی سنگال[۸]
- Sharp-tailed sparrow[۶۷]
- کاکایی نقره‌ای[۵]
- کشیم نقره‌ای[۵۰]
- غاز برفی[۳۰]
- عسل‌خوار زرده‌ای[۶۸]
- مرغ شاخه‌نشین[۶۹]
- رنگینک آبی‌رنگ[۲۱]
- چارخو تاسمانی[۳۷]
- پرستوی درختی[۷۰]
- قوی شیپورچی[۷۱]
- Domesticated turkey [۷۲]
- مرغ تفنگچی ویکتوریا[۶۰]
- Wattled starling[۲۵]
- کاکایی غربی[۱]
- آمازون پیشانی سفید[۸]
- لک‌لک سفید[۷۳]
- اردک جنگلی[۲۴]
- Yellow-backed lorikeet[۸]
- Yellow-rumped cacique[۵۴]
- فنچ راه‌راه (domestic)[۷۴]